# بخش بانسوارا
بخش بانسوارا (به انگلیسی: Banswara district) یک منطقهٔ مسکونی در هند است که در Udaipur division واقع شده‌است. بخش بانسوارا ۵٬۰۳۷ کیلومتر مربع مساحت و ۱٬۷۹۷٬۴۸۵ نفر جمعیت دارد.